# Oxalis discolor
Oxalis discolor là một loài thực vật có hoa trong họ Chua me đất. Loài này được Klotzsch mô tả khoa học đầu tiên năm 1840.